# 아마디주

아마디 주의 위치

아마디주(영어: Amadi State)는 남수단 남부 에콰토리아 지방에 위치한 주로 주도는 문드리이며 면적은 16,682.3km2, 인구는 171,910명(2014년 기준)이다.
2015년에 실시된 행정 구역 개편에 따라 서에콰토리아 주에서 분리되어 신설되었다. 북동쪽으로는 동레이크스 주, 동쪽으로는 테레케카 주, 남동쪽으로는 주베크 주, 남쪽으로는 예이리버 주, 남서쪽으로는 마리디 주, 북서쪽으로는 서레이크스 주와 접한다. 3개 군을 관할한다.